# Cuasiprefijo
Un cuasiprefijo es un morfema clítico, y fonológicamente átono, que aparece precediendo a un sustantivo. Los cuasiprefijos son similares a los prefijos en su posición y función derivativa, pero se diferencian de estos en que no forman parte de los morfemas de la palabra. Los cuasiprefijos tampoco son parte del inventario de los morfemas derivativos que pueden aparecer como prefijos nominales, usualmente la clase de los prefijos es cerrada mientras que los cuasiprefijos son el resultado de gramaticalizaciones más recientes.

## Ejemplos

### En español
Algunos autores señalan que no todos los elementos clíticos o átonos que preceden a un nombre son iguales y distinguen entre: prefijos y cuasiprefijos (estos últimos también llamados pseudoprefijos o falsos prefijos). Algunos cuasiprefijos se suelen escribir con guion, aunque la recomendación reciente de la RAE es evitar los guiones por lo que se escriben como palabras separadas o bien unidos al nombre. Un ejemplo de cuasiprefijo usualmente escrito como palabra separada es el negador nominal no, que es diferente del negador verbal. Aparece en algunas expresiones como:
- no-transferible (cuasiprefijo negativo), intransferible (prefijo negativo):
- no-retornable (no existen *irretornable ni *inretornable, por lo que la única manera de expresar la negación nominal ahí es mediante el cuasiprefijo).

Nótese que este último cuasiprefijo no es un adverbio, ya que los adverbios sólo aparecen con verbos o ciertos adjetivos.
Otro cuasiprefijo productivo es ex- anteriormente escrito como palabra separada o con guion (ex-presidente, ex-secretario, ex-marido), que la RAE ahora recomienda escribir como si se tratara de un prefijo normal. Sin embargo, ex admite una nominalización:
- mi ex (morfema realizado aquí como tónico, para expresar mi ex-marido)
- el ex de la comisión (= el exsecretario de comisión).

### En chino
El chino estándar es una lengua aislante cuyas características gramaticales incluyen un orden sintáctico rígido y categorías funcionales. Si bien el estudio de los pocos afijos existente está muy bien establecido, recientemente la introducción de métodos cuantitativos y el uso de corpus lingüísticos ha llevado a cambiar la noción de cuasiprefijo en esta lengua. Por ejemplo, se ha demostrado que algunos cuasiprefijos negativos como  非 (fēi-), 不(bù-) y 无 (wú-) parecen verse afectados por el contexto y el registro. Así, por ejemplo, 非 (fēi-) tiende a ser dominante en el registro científico-tecnológico, 不(bù-) tiende a aparecer más frecuentemente en registros escritos más informales (microblogging, correos electrónicos, ...), mientras que el último de ellos 无 (wú-) aparece en registros más formales y tiende a limitarse casi exclusivamente a fuentes escritas.

### En inglés
En inglés los cuasiprefijos (quasi-prefixes) suelen ser escritos sistemáticamente separándolos del sustantivo al que acompañan por guion a diferencia de los auténticos prefijos, que van unidos al resto de la palabra sin guion.